# سرايا العقبة
شركة سرايا العقبة هي شركة مساهمة أردنية خاصة، ومن بين المساهمين المؤسسين لها شركة سرايا الأردن، ومؤسسة الضمان الاجتماعي الأردنية، ومؤسسة تطوير العقبة، والبنك العربي. ستقوم سرايا العقبة بتطبيق «مشروع سرايا العقبة» الذي تبلغ تكلفته مليار دولار، وهو مقصد للسياحة والترفيه، مع تطويره تحت عنوان متعدد الاستخدامات. يقع على الطرف الشمالي لخليج العقبة، سيضيف بناء مشروع سرايا العقبة وبحيرته الاصطناعية حوالي 1.5 كم من شاطئ البحر لمدينة العقبة.   

## روابط خارجية
- موقع رسمي